# Trickster (comics)
Pour les articles homonymes, voir Trickster.
Le Trickster est le nom de deux personnages de l'univers de DC Comics, et antagonistes de Flash. Le Trickster original apparut dans Flash  #113 (juin–juillet 1960), tandis que le second est apparu dans Flash #183 (avril 2002). Ils sont tous les deux membres du groupe des Lascars.

## James Jesse
James Jesse (de son vrai nom Giovanni Giuseppe) est le premier Trickster. Créé par John Broome et Carmine Infantino, il apparait pour la première fois dans Flash #113 en juillet 1960.
C'est un escroc dont la principale occupation est de piéger ses ennemis, notamment Flash, à qui il envoie le plus souvent des ours en peluche explosifs.
Il utilise le pseudonyme de James Jesse pour la scène, au lieu de Giovanni Giuseppe. C'est un acrobate de cirque qui décide de devenir criminel pour faire comme son « homonyme inversé » Jesse James en son temps.
James se fabrique divers gadgets pour l'aider dans sa quête de criminalité. Il possède ainsi des chaussures permettant de « marcher » sur l'air. Ces chaussures lui servent également lors de ses acrobaties sur les trapèzes.
Le Trickster affronte Barry Allen dans son costume de Flash. Après la mort de ce dernier, Trickster quitte Central City pour Hollywood, où il travaille notamment dans les effets spéciaux. Il essaye ensuite de voler le costume de Blue Devil de Daniel Cassidy.
Jesse sera ensuite recruté par le FBI. Il affrontera notamment Captain Cold et les Lascars.

## Axel Walker
Axel Walker est le second Trickster. Créé par Geoff Johns et Scott Kolins, il apparait pour la première fois dans Flash vol.2 #183 en avril 2002.
Lorsque le premier Trickster travaille pour le FBI, Axel Walker, un adolescent, lui vole certains de ses gadgets dont ses chaussures volantes. Il rejoint le réseau de Blacksmith et détruit pour elle des fichiers de Hunter Zolomon et Goldface. Après la défaite de Blacksmith, Captain Cold l'invite à rejoindre sa nouvelle équipe de Rogues. Cette nouvelle équipe affronte alors l'ancienne équipe. Les deux Trickster se retrouvent alors face à face. Jesse domine son successeur et lui ordonne de ne plus jamais revêtir son costume.
Plus tard, Axel s'échappe de prison et retourne à Keystone City où il est battu par Flash.

### Final Crisis
Dans Final Crisis: Rogues' Revenge, Axel revient dans la peau du Trickster. Il participe notamment au meurtre d'Inertia.

### The New 52
Dans The New 52, dans la réalité alternative Flashpoint, Axel est membre des Black Razors, une équipe responsable de l'invasion de la race extraterrestre des Daemonite.

## Pouvoirs et capacités
Le Trickster ne possède aucun pouvoir, mais utilise de nombreux gadgets.

## Apparitions dans d'autres médias

### Télévision

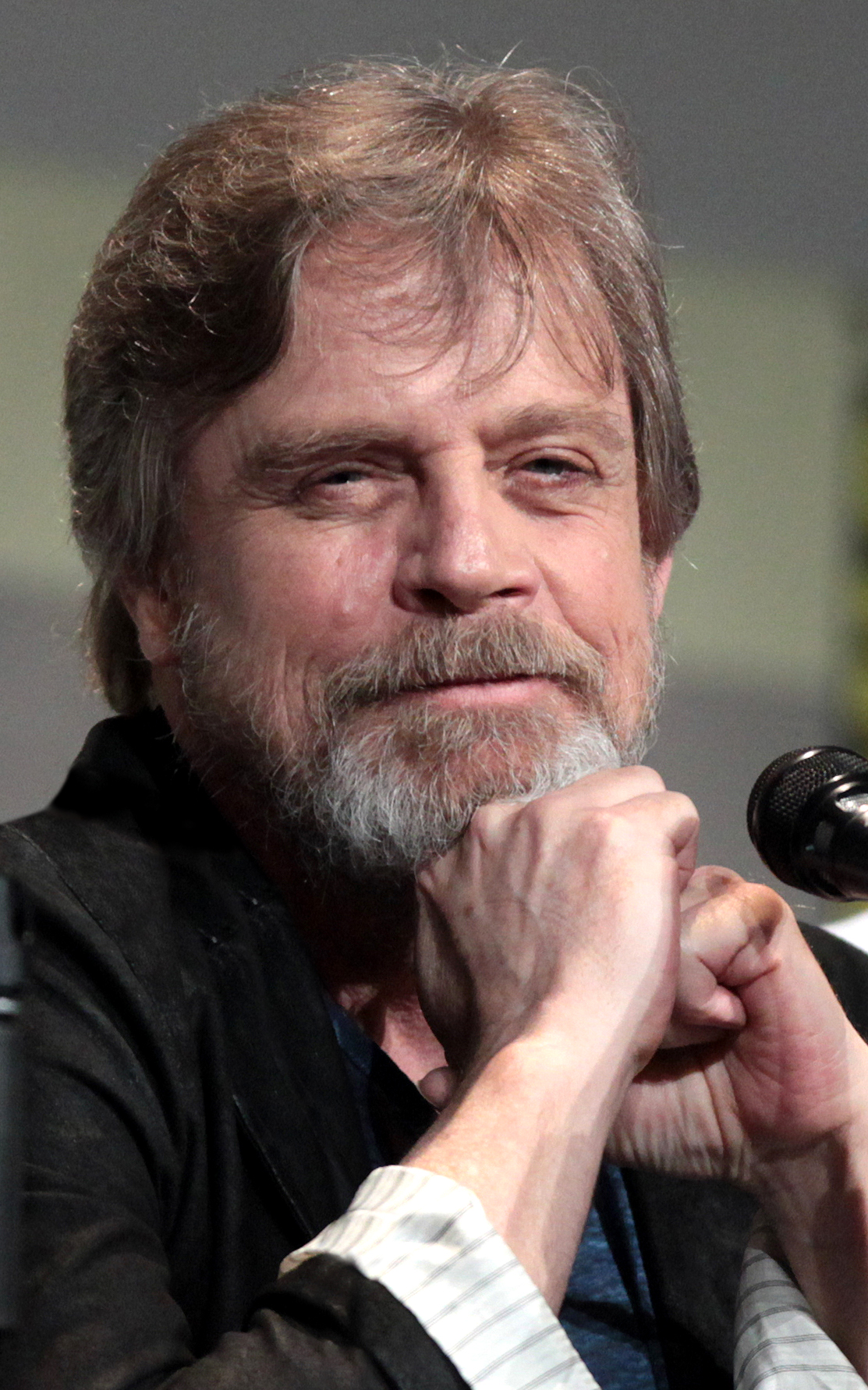
Mark Hamill, ici en 2015, a interprété le Trickster dans deux séries télévisées Flash.

- En 1991, Mark Hamill interprète le personnage dans deux épisodes de Flash. Megan Lockhart est ici à la recherche d'un criminel psychopathe appelé James Montgomery Jesse. Ce dernier prendra ensuite le costume du Trickster. Ces deux épisodes seront ensuite réédités en vidéo en 1991 sous le titre The Flash II: Revenge of the Trickster[3].
- En 2006, le personnage apparait dans l'épisode Gloire éphémère de la série d'animation La Ligue des justiciers. Il est doublé en anglais par Mark Hamill. Il aide d'autres méchants (Captain Cold, Captain Boomerang, le Maitre des Miroirs) à se venger de Flash.
- Mark Hamill interprète à nouveau le Trickster dans la série Flash de 2014. Mark Hamill est James Jesse alors que Devon Graye incarne le second Trickster, Axel Walker. Ils apparaissent dans l'épisode 17 de la saison 1. Des photographies de la prestation de Mark Hamill dans la série de 1990 sont brièvement réutilisées. Par ailleurs, au cours de l'épisode, James Jesse déclare à Axel Walker « Je suis ton père », en clin d’œil à la réplique culte de L'Empire contre-attaque dans lequel jouait aussi Mark Hamill. Mark Hamill reprend plus tard son rôle dans l'épisode 9 de la saison 2 où il s'associe avec le Weather Wizard et dans l'épisode 9 de la Saison 3.

### OAV
- Mark Hamill prête à nouveau sa voix au personnage dans l'OAV Lego DC Comics Super Heroes: Justice League: Attack of the Legion of Doom sorti en 2015.

### Jeux vidéo
- 1993 : The Flash
- 2011 : DC Universe Online
- 2014 : Lego Batman 3 : Au-delà de Gotham
- 2018: Lego DC Super-Vilains